# Josef Oberberger
Josef Oberberger (* 21. Dezember 1905 in Etzenricht in der Oberpfalz; † 2. Dezember 1994 in Kreuth) war ein deutscher Kunstmaler, Graphiker, Zeichner, Karikaturist, Glasmaler und Professor an der Kunstakademie München.

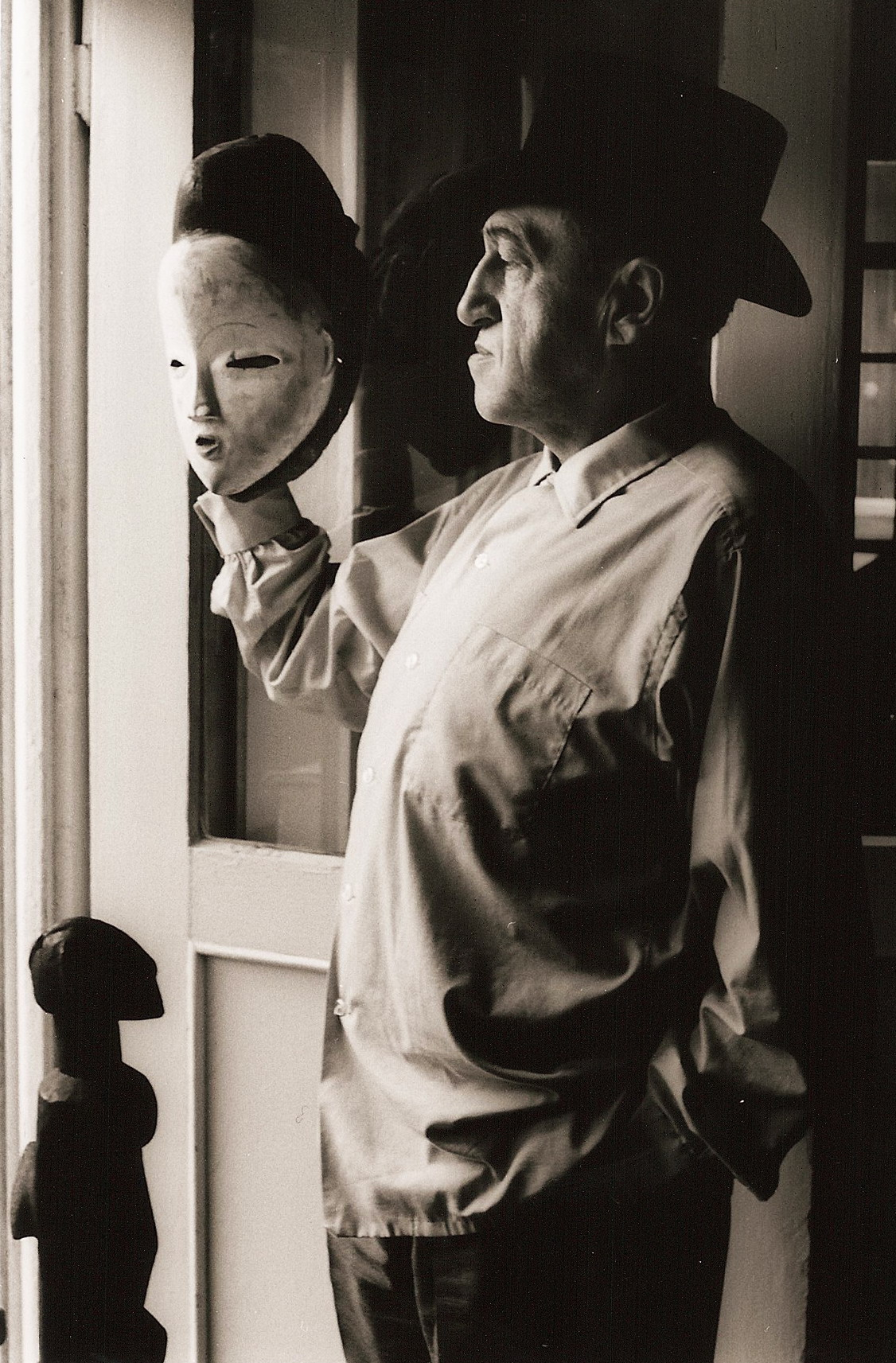
Josef Oberberger mit Maske im Jahr 1966

## Werdegang

### Schule und Studium
Josef Oberberger wurde am 21. Dezember 1905 in Etzenricht, Landkreis Neustadt an der Waldnaab, als Sohn des Stationsdieners Josef Oberberger und seiner Frau Katharina Oberberger, geborene Beer, geboren. Seine Kindheit verbrachte er in Grass bei Regensburg. Von 1915 bis 1921 besuchte er das Gymnasium in Regensburg und wurde Mitglied bei den Regensburger Domspatzen.
Von 1921 bis 1924 absolvierte er die Glasmalerlehre in der Hofglasmalerei Georg Schneider (heute Josef Frank) in Regensburg. Danach verbrachte er vier Semester an der Akademie für angewandte Kunst in München, wo er der angehenden Kunsterzieherin Mathilde Schmeckenbecher begegnete, die er 1939 heiratete.
1925 begann er das Studium an der Akademie der Bildenden Künste München bei Olaf Gulbransson, dessen Meisterschüler er wurde und mit dem ihn eine lebenslange Freundschaft bis zu dessen Tod 1958 verband. In einem seiner Briefe an Oberberger bezeichnete sich dieser selbst als Dein Christus Olavus und verlieh ihm den Namen Johannes. In dieser Zeit begegnete Oberberger dem Künstlerkreis um den Simplicissimus: dem Künstler Karl Arnold, dem Kabarettisten Karl Valentin und den Bildhauern Joseph Wackerle, Karl Knappe und Bernhard Bleeker.

### Zwischen Studium und Zweitem Weltkrieg
Nach Abschluss des Studiums im Jahre 1932 leitete er bis 1935 die Glasmalerei-Werkstätte in der Akademie der bildenden Künste. Von 1936 bis 1937 arbeitete er an der Zeitschrift Die Jugend mit. Seine erste Studienreise unternahm er 1937 nach Paris und besuchte daneben die Kathedralen von Chartres und Le Mans. In den folgenden Jahren wurde er Lehrer für freie Malerei und Grafik an der Akademie für angewandte Kunst in München. Zu seinen Kollegen dort gehörten Josef Henselmann, Josef Hillerbrand, Karl Heinz Dallinger und Anton Marxmüller.

### Kriegsjahre
Bald nach seiner Heirat mit Mathilde Schmeckenbecher am 24. Oktober 1939 erhielt Josef Oberberger die Einberufung zum Kriegsdienst, zunächst zur Infanterie in Frankreich. Man bestellte ihn offiziell zum „Kriegszeichner“. 1941 bis 1944 war er – mit Unterbrechungen – als Infanterist in Russland. Auch hier entstanden Zeichnungen und Gemälde, insbesondere in der Ukraine. Besagte Unterbrechungen jedoch führten ihn mehrmals zum Dom nach Naumburg, wo seine Kompetenz gefragt war, um unter Leitung des Münchner Doerner-Instituts die dortigen kostbaren mittelalterlichen Glasfenster fachgerecht auszubauen, um sie vor befürchteten Bombardierungen zu schützen, was auch erfolgreich gelang. Im Oktober 1944 kam es schließlich noch zu einer Versetzung zur Luftwaffe nach Schongau-Altenstadt. Zwar konnte Oberberger einem Fronteinsatz entgehen, doch fiel im Dezember 1944 seine Münchner Wohnung einem Bombenangriff zum Opfer, der einen bedeutenden Teil seines künstlerischen Œuvres vernichtete. Wenige Monate zuvor hatte er mit drei Zeichnungen aus den Kriegsjahren an einer Ausstellung in der Städtischen Galerie in München teilgenommen.
In dieser Zeit begegnete er den französischen Malern André Derain und Maurice de Vlaminck, deren Ausstellungsbeteiligung ihr Künstlerfreund Arno Breker vermittelt hatte.

### Professor an der Akademie
Von 1939 bis zu seinem Ruhestand 1973 war Josef Oberberger ordentlicher Professor an der Kunstakademie München (Klasse für Malerei, Graphik, Illustration, Glasmalerei, Mosaik). Obwohl Oberberger den Eintritt in die NSDAP ebenso abgelehnt hatte wie die Teilnahme an der „Großen Deutschen Kunstausstellung“ der Nationalsozialisten, die zwischen 1937 und 1944 alljährlich im Münchner „Haus der Deutschen Kunst“ stattfand, so dauerte es nach dem Krieg sieben Jahre, bis er eine eigene Professur an der Akademie für Bildende Künste erhielt (12. August 1952). Ein Jahr zuvor erst hatte man ihn zum Beamten auf Lebenszeit berufen. Während der Zeit bis zur Emeritierung im Jahre 1974 unternahm er zahlreiche Studienreisen nach Paris, Nord- und Südfrankreich, England und Istanbul. Dabei besuchte er seine Freunde Jean Deyrolle und Robert Jacobsen. Über 400 Schüler studierten im Laufe der Jahre bei Josef Oberberger.

### Schüler
- Zu ihnen gehörte u. a. der Leiter der Glasmalerei-Werkstätte der Akademie, Arno Bromberger (1921–2006), später Honorarprofessor an der Akademie. Er schuf Kirchenfenster in ganz Deutschland und Mosaikbilder[3].
- Am Münchner Flughafen befindet sich eine Geoglyphe, das Erdzeichen Eine Insel für die Zeit von Wilhelm Holderied (* 1940), das dieser in Zusammenarbeit mit Karl Schlamminger geschaffen hat.
- Der Jesuit Michael Kampik (1948–2016) verfasste unter anderem Reden und Texte über Oberberger, war anfangs sein Mitarbeiter und fertigte Glasfenster im ganzen süddeutschen Raum an.
- Hilda Sandtner (1919–2006) gründete das Textilmuseum Mindelheim mit einer Sammlung von Stoffen, Spitzen und Kostümen.
- Die Stickerin Franziska Weber-Müller stickte Motive von und für Professor Oberberger, aber auch Mitren für einen Abt, einen Weihbischof, einen Kardinal und einen Papst sowie die Landesfahne für den Freistaat Bayern.
- Sigurd Rakel (* 1943), ursprünglich Technischer Zeichner, war Oberbergers Assistent, ab 1974 Kunsterzieher in Krumbach und hat dort eine eigene Galerie, in der auch Werke seines Lehrers gezeigt wurden.
- Jürgen Reipka (1936–2013), der ab 1973 Professor an der Münchner Akademie und von 1976 bis 1979 deren Präsident war.
- Karl Schlamminger (1935–2017) lehrte als Professor an den Kunsthochschulen in Istanbul und Teheran.
- Der Maler Michael Schölß, Sohn des Malers Alois Schölß, lehrte an der Meisterschule für Mode München und an der Volkshochschule Ingolstadt.[4]
- Die Japanerin Sumiko Kudo (* 1943) wurde unter anderem durch ihre Kalender Die Bonner Samurai mit Karikaturen von Politikern bekannt.
- Georg Sternbacher (1933–1995) begann zunächst als Kunstglaser, wechselte jedoch zur Akademie, wurde Meisterschüler von Oberberger und später freischaffender Künstler.
- In Deutschland und Frankreich bekannt wurde der Maler Max Wimmer (1935–2015). Er lebte in München und Südfrankreich.
- Reiner Zimnik (1930–2021) war Maler, Zeichner und Illustrator und Schriftsteller. Seine Erzählungen für Kinder und Erwachsene wie Der Lektro oder Sebastian Gsangl wurden dank der Ausstrahlung im Fernsehen große Erfolge.

### Privatleben und letzte Jahre
Von 1946 bis 1952 wohnte Oberberger in Freising. Dort lernte er den Volkssänger Roider Jackl kennen, mit dem er lebenslang in Freundschaft verbunden war. Erst als er seine Professorenstelle erhielt, zog er mit seiner Frau Mathilde nach München-Schwabing. Im privaten Kreis reduzierte er seinen Nachnamen auf Obe und signierte seine Arbeiten oft „mit einem fernöstlich-kalligraphischen Riesen-O.“

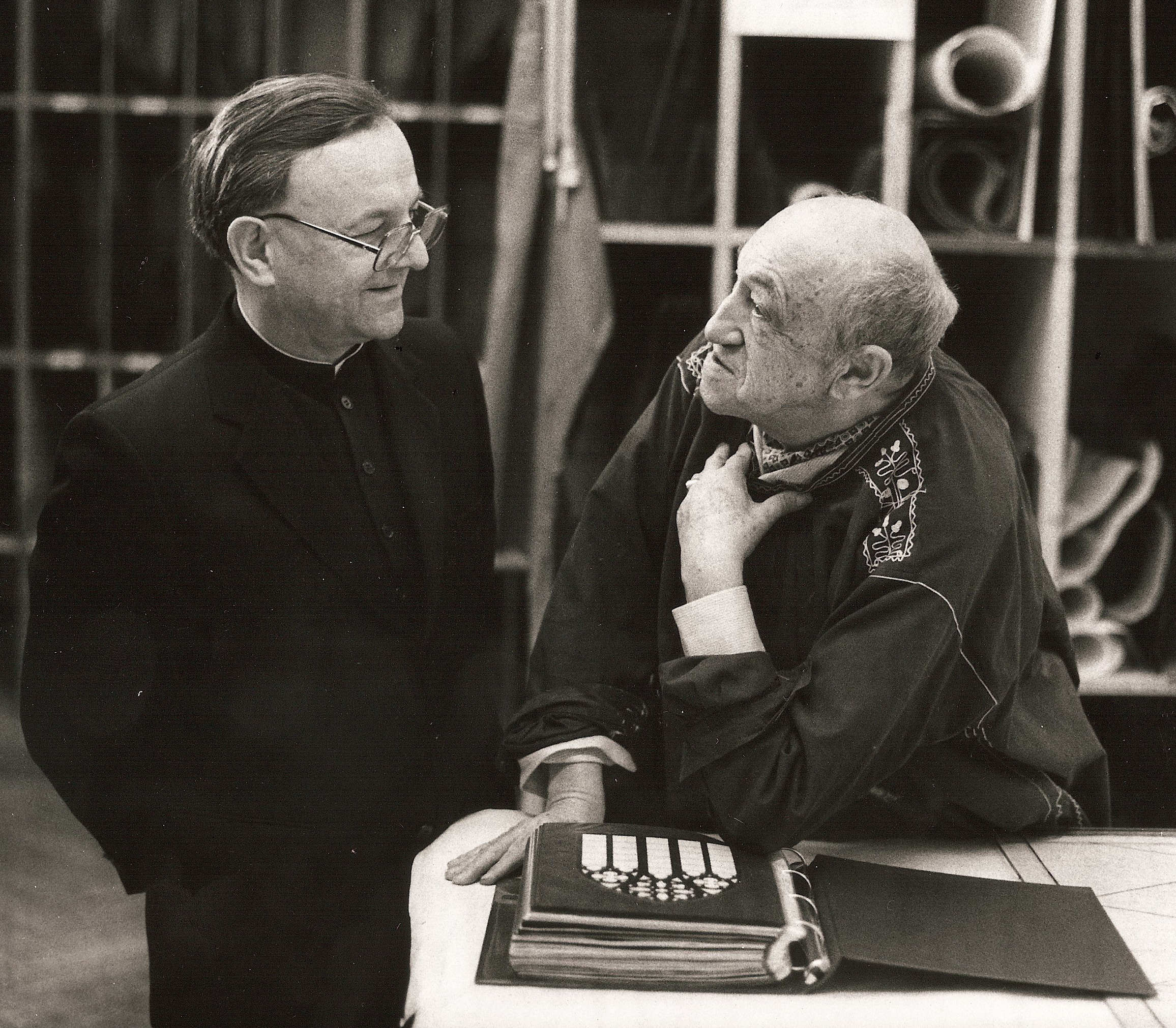
Josef Oberberger (rechts) im Arbeitsgespräch über die Gestaltung der Regensburger Domfenster mit Weihbischof Vinzenz Guggenberger

1977 starb seine Frau. Oberberger bezog nach ihrem Tod zusätzlich zu seiner Schwabinger Wohnung ein Apartment in einem Seniorenheim in Kreuth, wo er 1994 starb. In diesen Jahren, die zu seinen künstlerisch ergiebigsten gehörten, pendelte er ständig zwischen München und Kreuth. In jene Zeit fallen einige seiner wichtigsten Arbeiten, wie die großen Glasfenster im Regensburger Dom.
Zahlreiche Skizzen in knapper Formensprache entstanden in Kreuth, oft mit kurzen Texten versehen. Von seinem Balkon aus blickte er auf einen Berg, den er Fudschijama nannte. In vielen seiner letzten Zeichnungen hat er sich selbst, die Landschaft und diesen Berg dargestellt.

## Preise und Auszeichnungen
- 1969: Kulturpreis Ostbayern OBAG Regensburg
- 1976: Ehrenmitgliedschaft er Akademie der Bildenden Künste
- 1978: Kulturpreis der Stadt Regensburg
- 1980: Schwabinger Kunstpreis der Stadt München
- 1981: Bayerischer Verdienstorden
- 1983: Bayerischer Poetentaler der Münchner Turmschreiber
- 1986: Bayerischer Maximiliansorden für Wissenschaft und Kunst
- 1987: Gulbranssonmedaille

## Werk

### Bilder aus dem Krieg
In einem Brief von 1941 an seinen Freund Olaf schrieb Oberberger:
Ich habe noch nie, so eigenartige wilde Bäume gesehen, wunderliche Dorfweiher, Wege, krumm hoch, tief, wie Flußläufe. Die Dörfer sind hineingewachsen. Dazwischen bewegt sich Mensch, Tier, wie im Paradies. Das würde auch Dir gefallen. Die Polenweiber gehen rum wie Maillolplastiken... Man müßte hier Rembrandt sein – Menzel reicht nicht mehr aus.
Der Soldat Oberberger skizzierte diese Landschaft mit ihren strohgedeckten Häusern, Windmühlen und Flechtzäunen in Notizbüchern und Briefen. Häufige Themen sind Soldaten, Bauern und ihre Tiere. Es dominieren gedämpfte, pastellige Farben. Das Gemälde Bäuerinnen in der Ukraine zeigt unter einem blaugrauen Himmel einige barfüßige Frauen mit ihren Kindern.
Oberberger zeichnete ein Porträt von Adolf Hitler, den er flüchtig kannte. In der Karikatur hat er statt Pupillen Hakenkreuze. Der Heimkehrer, eine aus einem Spiralblock herausgerissene Bleistiftzeichnung, ist ein Soldat im Jahr 1945. In abgetretenen Stiefeln steht er mit hängenden Armen da, das Gewehr umgehängt, den Helm in der Hand. Sein Gesicht trägt die Züge Oberbergers. Er fertigte auch die Zeichnung eines Soldaten an, der aus seinem Unterschlupf kriecht und ein blühendes Schneeglöckchen vor sich entdeckt. Noch viele Jahre später malte Oberberger, geprägt von seinen Erlebnissen im Krieg, Variationen dieser Skizzen und kombinierte sie zu neuen Bildern.

### Glasmalerei

#### Freischneiden

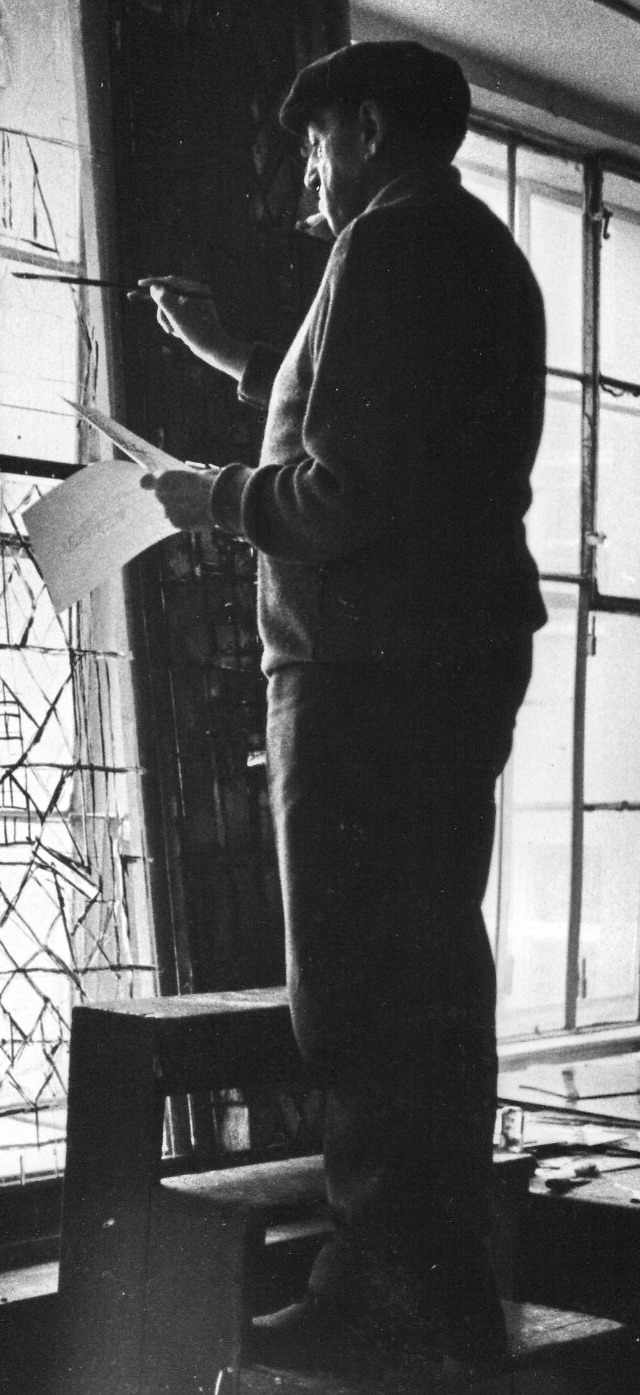
Oberberger skizziert Linien für einen freien Glaszuschnitt.

Die Arbeitsweise Oberbergers wich von der üblichen Glasmalereigestaltung ab. Entscheidend und wichtig war für ihn der freie Glaszuschnitt ohne Schablonen. Normalerweise werden die einzelnen Glasstücke eines Fensters mit Schablonen zugeschnitten, die nach einer genauen Vorlagenzeichnung angefertigt werden. Das bedeutet eine durch die Zeichnung schon festgelegte Form und Anordnung der Gläser. Die Mitarbeiter Oberbergers, Josef Auer, Hans Bernhard und Helmut Leukert, schnitten frei und ohne Schablonen. Dadurch hatten sie die Möglichkeit, Form und Farbe der Glasteile jederzeit zu ändern und sie den daneben befindlichen Scheiben anzupassen. Es gab bei Oberberger keine 1:1 Vorlagezeichnung, sondern nur eine vorläufige, unverbindliche Ideenskizze, meistens sogar in mehreren Variationen. Die gesamte Entwicklungsarbeit sollte am Fenster selbst stattfinden und nicht auf Papier, denn Form, Farbe und Helligkeit wirken im durchsichtigen Glasfenster anders als bei einer Papiervorlage.
Auf große Trägerglasscheiben wurden die genauen Umrisse der Bleifelder gezeichnet, der Künstler malte dann die Schnittlinien der Gläser und notierte oder besprach die Farbgebung. In senkrechter Aufstellung auf einer durchsichtigen Staffelei schnitten darauf die Mitarbeiter Glasstücke mosaikartig aneinander und befestigten sie mit Klebewachs auf der Trägerscheibe. Oberberger überprüfte ständig die Wirkung und griff oft ein, um Form und Farbe zu verbessern. Nach Beendigung des Glaszuschnittes begann das Bemalen. Die weiteren Schritte waren die üblichen; Ablösen der bemalten Gläser, Einbrennen der Glasschmelzfarben, Verbleien und Verkitten.
Die Methode des Freischneidens, nämlich freies Gestalten, Improvisieren, Überprüfen und verbesserndes Ändern, ohne durch anfängliche Festlegungen behindert zu sein, machte Oberberger zur Grundlage seiner künstlerischen Arbeit. Auch in anderen Bereichen, etwa bei seinen Zeichnungen, Karikaturen und Malereien gibt es viele Variationen.
Diese Technik des Freischneidens praktizierte das Oberberger-Team ein halbes Jahrhundert für Kirchen, Dome und Kathedralen.

#### Kirchenfenster von 1930 bis 1984
Schon sehr früh, um 1930, entwarf Oberberger Farbverglasungen für sakrale Bauten, etwa die Herz-Jesu-Kirche in Regensburg. Sechs Chorfenster mit Szenen aus Passion und Auferstehung entstanden 1937 für die Wendelinkapelle in Bobingen; beim Motiv Pfingstwunder hat er mit Gesichtern von Zeitgenossen gearbeitet und sich selbst mit einem Selbstporträt verewigt. In der Wendelinkapelle heiratete er auch. Ein großes Oberberger-Fenster im Ostchor des Augsburger Doms wurde im Krieg zerstört. 1936 gestaltete er nach internationalem Wettbewerb zusammen mit seinem Kollegen Franz X. W. Braunmiller sechs figürliche Glasmalereifenster für die Fürstenloge des Doms in Luxemburg. Darin setzte er die mittelalterliche Geschichte des Landes künstlerisch um. Um 1939 entstanden Glasgemälde für Kirchen in Jena, Regen, Waldsassen, Buchloe und Berlin. Für das Taufkapellenfenster im Naumburger Dom fügte er Glasscherben zu Kreuz und Wappen zusammen. 1941 bekam er den Auftrag für ein Fenster in einer bayerischen Kapelle des Antiquitätenhändlers Bernheimer in Venezuela.

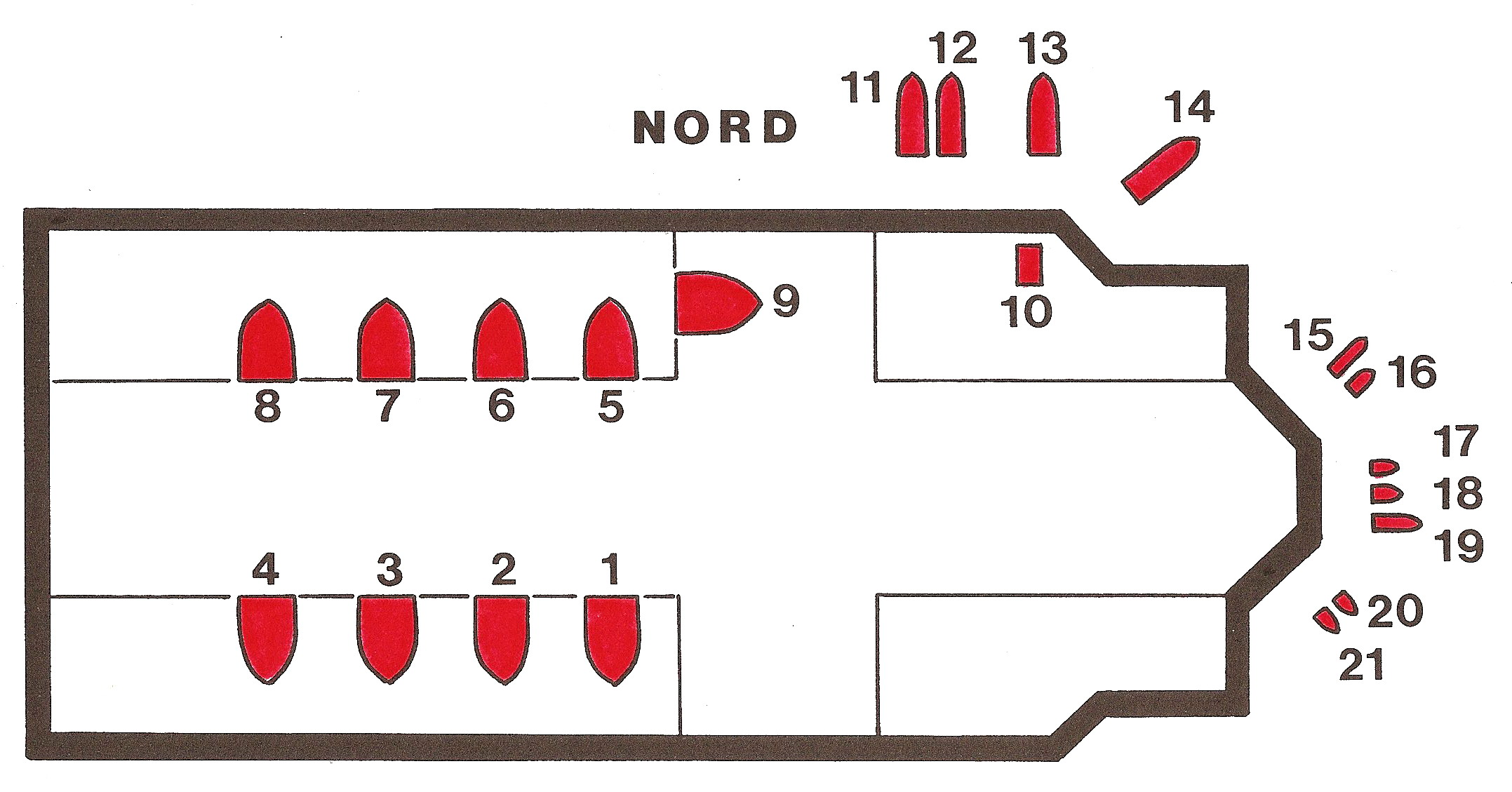
Lageplan der Oberberger-Fenster im Regensburger Dom

Nach dem Krieg führte Oberberger im Jahr 1949 das Chorfenster für die evangelische Kirche zu Bebra in Hessen aus, im Jahr 1950 für die Benediktuskapelle des Freisinger Domes im Hornpeckfenster ein Bleifeld in gotischer Art. 1954 wurde ein Stammbaum Jesse für die von dem Architekten Sep Ruf entworfene Kirche St. Johann von Capistran in München-Bogenhausen gestaltet. Zur gleichen Zeit bekam der Künstler den Auftrag, sein im Krieg zerstörtes Fenster im Augsburger Dom zu erneuern. Als Motiv wählte er die Heimsuchung Mariens im Lebensbaum. In den Sechzigerjahren malte er Kirchenfenster für Donauwörth (Liebfrauenmünster), Bad Vilbel, St. Bonifaz in Regensburg und Ihrlerstein (Architekten Klaus und Kurt Oberberger). Für den Nordchor des Regensburger Domes schuf er große Glasmalereien mit Darstellungen von St. Erardus, St. Emmeranus, St. Rupertus und St. Wolfgangus, den vier Evangelisten und Sternornamenten. Die Fenster haben im Lageplan die Nummern 11 bis 14.

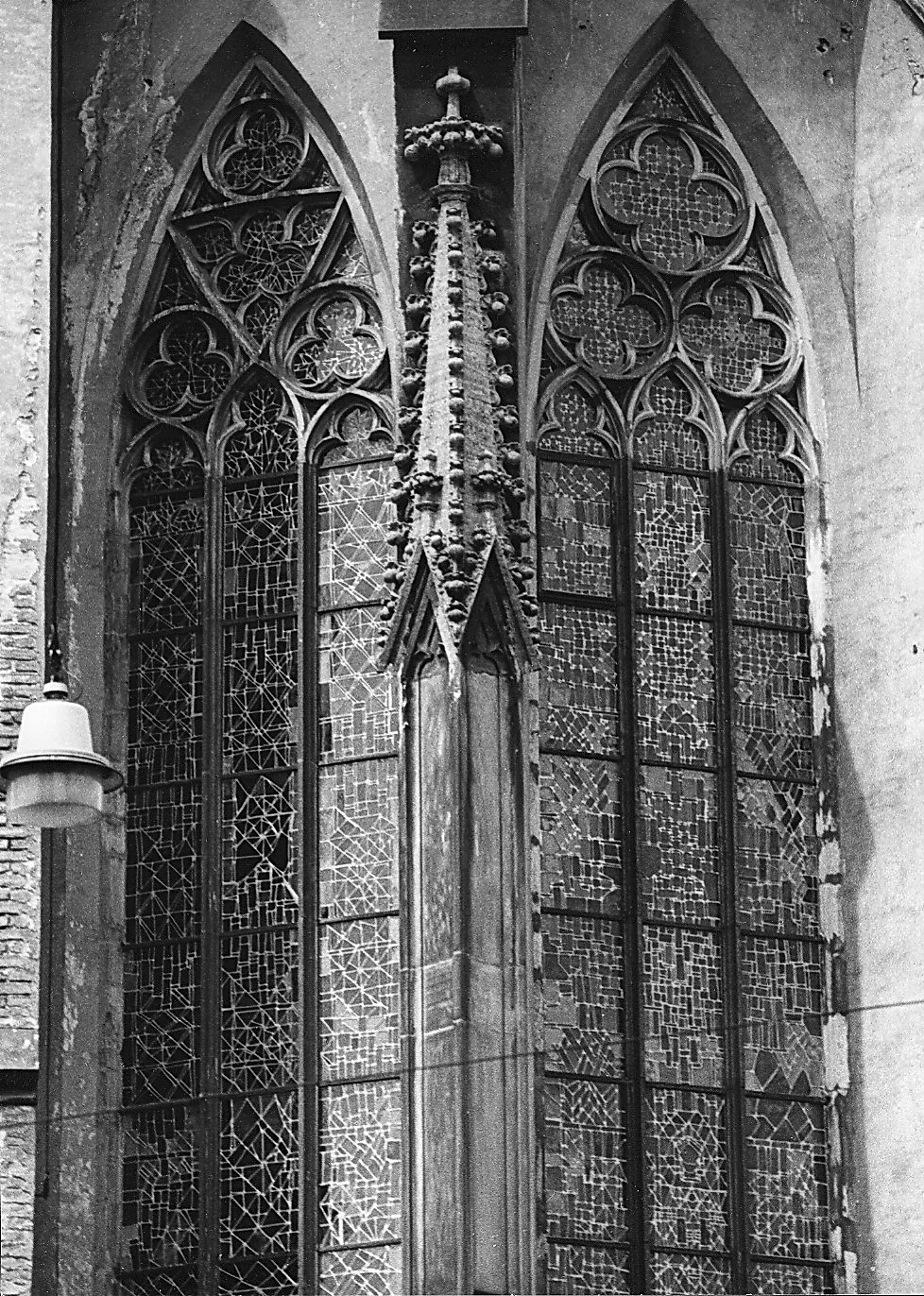
Außenansicht des Augsburger Domes mit frei geschnittenen Fenstern Oberbergers

Mein Auftraggeber ist der Dom, war eine immer wiederkehrende Aussage Oberbergers. Die anonymen Meister der Glasfenster fordern den anonymen Zeitlosgenossen, nicht den Selbstdarsteller. Wenn Besucher einer Kirche fragten, wo die neuen Fenster denn eigentlich seien, sah er sich in seiner Arbeit bestätigt, dass nämlich Glasgemälde sich stets der umgebenden Architektur unterzuordnen haben.
Von 1962 bis 1967 fertigte er hohe Glasfenster im Kapellenkranz um den Ostchor des Doms zu Augsburg mit den Motiven der Zehn Gebote, St. Augustinus, St. Konradus und Kreuzornamenten an. Im Auftrag von Bischof Rudolf Graber entstand 1973 die Glasmalerei St. Wolfgang für den Erzbischof von Prag. Im selben Jahr machte er Fenster für die Kirche in Landau an der Isar. Von 1975 stammt die farbige Verglasung im neuen Kirchenzentrum Runding im Bayerischen Wald. Ein Jahr später malte er zwei kleinere Fenster für die Kathedrale in Washington. 1979 entstand für Burglengenfeld ein Glasmalereifenster, das St. Josef mit Kind darstellt und hauptsächlich mit Silbergelb gemalt wurde. Kurz nacheinander entstanden ornamentale Fenster für die Kirche Verklärung Christi in Rain und 14 Wandscheiben mit Kreuzwegmotiv auf Plexiglas gemalt (1981), ein quadratisches Fenster mit Darstellungen von Sternen und Galaxien und einem Glasmeteoriten (Tektit) im Zentrum für die Kapelle des Seniorenwohnheims in Kreuth (1983) sowie ein Glasgemälde Madonna und Kind für die Kirche St. Nikolaus in München-Freimann (1984). Ein Neffe des Künstlers entwarf die Kirche in Parkstetten; Oberberger schuf dafür farbige Ornamentfenster und malte eine Hl. Cäcilia, Patronin der Kirchenmusik, und zwei Engel.

#### Kirchenfenster von 1985 bis 1989

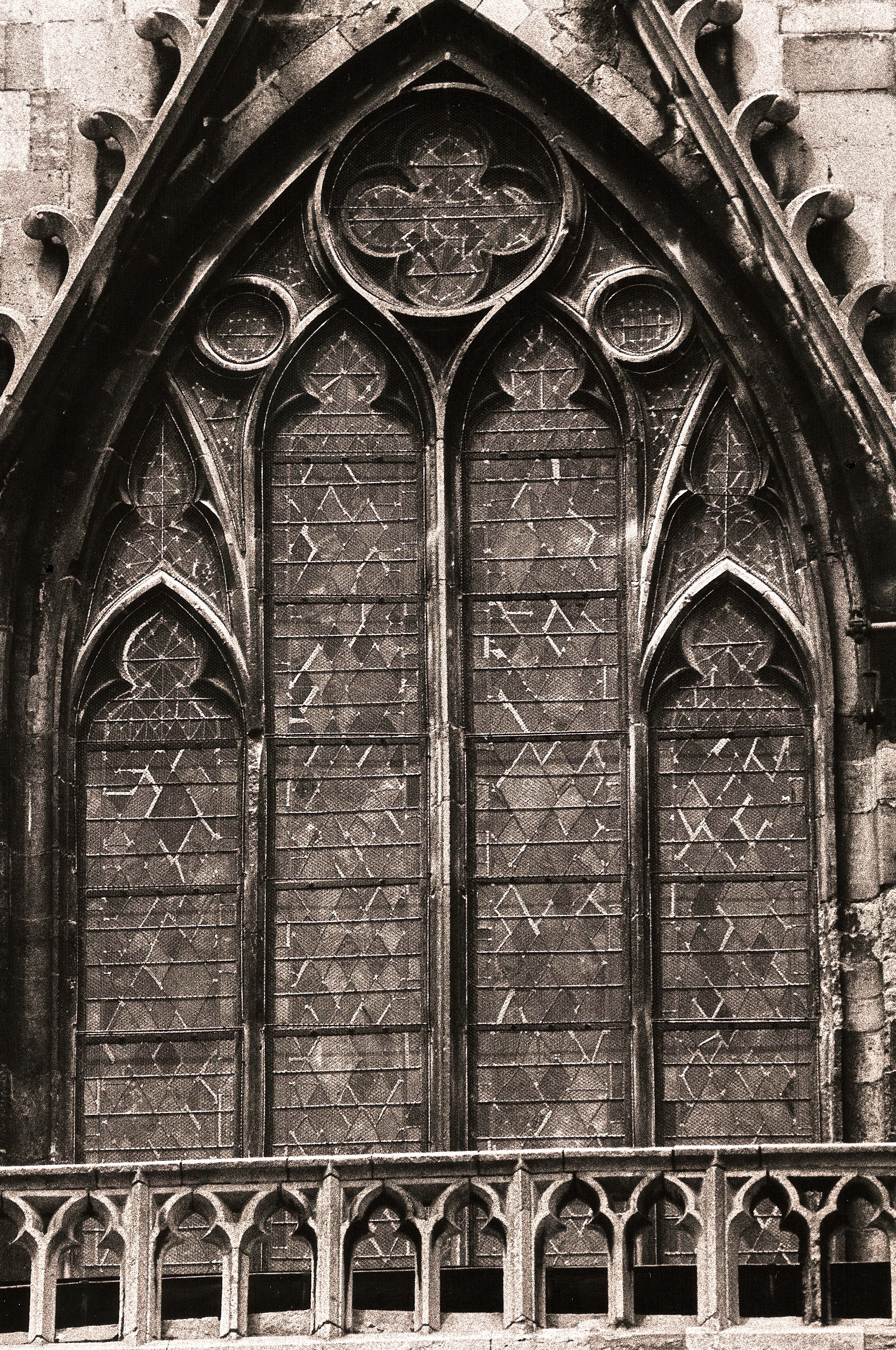
Außenansicht eines Obergadenfensters, in dem die Gestaltung mit frei geschnittenen Rauten erkennbar ist

Den Höhepunkt seiner Arbeit ab dem 80. Lebensjahr bildete die Ausgestaltung des Regensburger Domes mit 16 Glasmalereifenstern von 1985 bis 1989 während der Amtszeit von Dompropst Vinzenz Guggenberger. Die vorher blankverglasten Obergadenfenster des Langhauses brachten dem Innenraum eine zu helle und uneinheitliche Lichtverteilung und zugleich starkes Auflicht an den mittelalterlichen Glasgemälden. Sie erschienen dadurch farblos, fast unsichtbar. Diese Beeinträchtigung des Doms wollte Oberberger in Absprache mit dem Amt für Denkmalspflege und dem Regensburger Landbauamt durch eine neue, der Gotik entsprechende Lichtführung beheben.
Er setzte die acht Obergadenfenster aus frei geschnittenen Rauten verschieden getönter und bemalter Gläser zusammen. Sie erzeugen im Inneren wie im Mittelalter ein gedämpftes Licht. In den vier Fenstern auf der Südseite (Nr. 1 bis 4) befinden sich die Wappen von Regensburg und der Oberpfalz und die Kreuzigung mit Maria und Johannes. Das Maßwerk zeigt Blatt- und Sternornamente sowie Engel. In einem mittleren Dreipass sind Maria mit Kind und zwei Glasmaler zu sehen; darunter steht der Spruch: O Maria hilf und zwar sofort, wir sind arme Glasmaler. Die gegenüberliegenden Fenster auf der Nordseite (Nr. 5 bis 8) sind mit Wappen einiger Regensburger Bischöfe, des Domkapitels und des Papstes Johannes Paul II. geschmückt. Darüber sind die Auferstehung, die Frauen und der Engel am offenen Grab sowie die Tafeln mit den Zehn Geboten zu sehen. Im Maßwerk gibt es Blattornamente, Sterne und Kosmisches; in je einem Vierpass befinden sich die Sonne und das Auge Gottes. Sieben kleine Laternenfenster (Nr. 15 bis 21) in der Sockelzone des Hauptchorabschlusses zeigen Kreuz- und Blattornamente; das nördlichste schließt oben mit einem Domspatz ab.
Das große Pfingstfenster (Nr. 9) auf der Westseite des nördlichen Querhauses zeigt im Mittelfeld Gottvater, Sohn und den Heiligen Geist, umrahmt von Maria und den Aposteln. Im Maßwerk werden Kosmisches, die Schöpfung und der Sturz Adams und Evas aus dem Paradies dargestellt. Ein Dreieckteil (Zwickel) des Maßwerkes beinhaltet als Zeitdokument den Mond mit zwei Astronauten. Das Fenster wurde 1989 anlässlich des 1250-jährigen Jubiläums des Bistums eingesetzt. Damit sind alle Lücken geschlossen, die im Laufe der Jahrhunderte entstanden waren, und der Dom ist wie im Mittelalter wieder vollständig farbig verglast. Die gesamte Entwicklung und Entstehung der Domfenster wurde von Hans Bernhard fotografisch dokumentiert und befindet sich unter anderem auch im Archiv des Landbauamtes Regensburg.
Oberbergers letzter Glasmalereiauftrag waren die Fenster für die Ursulakirche in Schnuttenbach 1989. Er hielt unter anderem das Leiden und die Auferstehung Christi in Silbergelbmalerei fest.

#### Profane Fenster
Um 1930 entwarf und gestaltete Oberberger Fenster ohne Schablonen und Blei für seinen Freund Olaf. Frei geschnittene und bemalte Glasstücke befestigte er mit Glaskitt auf Trägerscheiben. Der Verleger Reinhard Piper notierte anlässlich eines Besuchs bei Olaf Gulbransson: Das Fremdenzimmer war in eine Stallecke eingebaut. Es hatte auch noch eine Tür direkt ins Freie. In diese war ein farbenfunkelndes Glasbild von Oberberger, einem Schüler Olafs, eingelassen.
1954 wurden Glasfenster für die Mensa der Technischen Hochschule und für den Studio-Glasraum des Deutschen Museums in München eingebaut. 1967 fand die Weltausstellung in Montreal statt. Oberberger entwarf eine Glaswand für den Deutschen Pavillon.

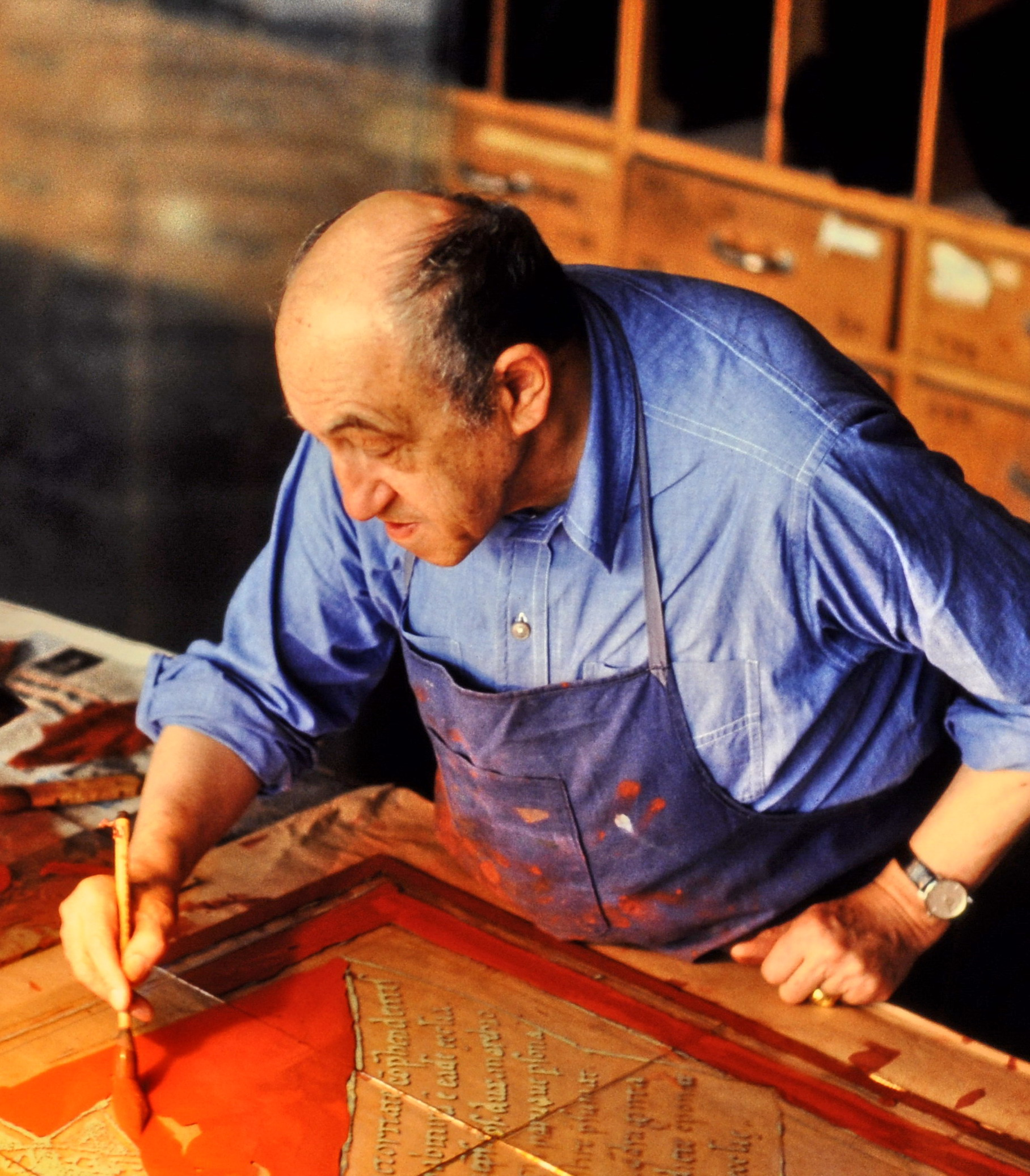
Oberberger malt mit Silbergelb.

1979 bestellte das Bayerische Hauptstaatsarchiv München Glasfenster von ihm. Er entschied sich für die Darstellung von Zimelien, erlesenen Archivalien aus den Schätzen der Handschriftensammlung, technisch mit Silbergelbfarbe gestaltet. Ergänzt wurden die Texte durch ein aufgebleites Glasbild, die Glasmalerschule.

#### Kabinettscheiben
In der Münchner Glasmalereiwerkstatt Mayer entstanden ab 1974 außer den Kirchenfenstern zahlreiche kleinere Glasbilder, sogenannte Kabinettscheiben mit den unterschiedlichsten Themen. Häufig ergänzte der Künstler seine Glasmalereien oder Zeichnungen mit passenden Unterschriften. Auch Widmungen, Grüße und Dankesworte finden sich auf seinen Werken. Unter dem Kopf einer Heiligen steht: Kapieren, nicht kopieren. Beim Pflügenden Ackerbauern lautet der begleitende Text: Arbeit macht nicht reich, aber bucklig. Ein anderer Spruch heißt: Gott hat uns die Zeit gegeben, von Eile aber hat er nichts gesagt. Die Motive der Scheiben reichen vom Yin-Yang-Symbol über Sankt Glasmaler bis zum Nasenbohrer. Manchmal wurden die größeren Bilder aus mehreren Stücken zusammengebleit. Für diese Glasmalereien verwendete Oberberger meistens eine Mischung aus schwachem und starkem Silbergelb. Das gibt seinen Bildern einen eigenen Stil durch Schattierungen vom zartesten Gelb bis zum dunkelsten Braun.

### Gemälde und Zeichnungen

#### Motive Oberbergers
Oberberger verarbeitete in seinen Bildern Stilelemente aus Ägypten, China, Afrika oder Russland. Er schätzte die alten Chinesen und die Zen-Maler, Rembrandt van Rijn, Adriaen Brouwer, Wilhelm Busch, Hans von Marées, Edgar Degas, Henri de Toulouse-Lautrec, Paul Cézanne, Pablo Picasso und seinen Lehrer Olaf Gulbransson. Das alles schlägt sich in seinen Bildern nieder; ein einheitlicher Stil ist schwer auszumachen. Über die Motive Oberbergers schreibt Christl Karnehm:
Vom pfeilschießenden Amor bis zum frisch gebackenen Zwetschgendatschi gab es nichts, was er nicht darstellenswert fand.
So malte er den Clown Charlie Rivel ebenso wie eine schlichte Tasse Tee, einen Holzstoß oder einen Kuhstall. Aus übereinandergestellten Pflastersteinen wurden archaisch anmutende Eulenskulpturen. Er legte sich auf kein Spezialgebiet fest und empfahl auch seinen Schülern, die bildende Kunst im Laufe der Jahrtausende umfassend zu studieren. Wesentlicher als das Thema waren ihm die Komposition, die Hell-Dunkel-Verteilung im Bild und die Auflösung der Darstellung in Flächen und Linien.

#### Paris
Im Laufe seines Lebens besuchte Oberberger häufig Paris, von dem er sagte: Gott ist überall, aber eine kleine Wohnung hat er in Paris. Die Stadt war damals ein Zentrum der Künstler, des Cancan und des Chansons. Die Skizzenbücher dieser Reisen zeigen schmale Dachluken und Schornsteine, Franzosen mit Baskenmützen, Tänzerinnen und Sängerinnen, Cafés mit gedeckten Tischen, Restaurants, Kellner und Antiquitätenhändler. Die Schriftstellerin Colette und den Maler Toulouse-Lautrec porträtierte er nach Fotos. Die Chansons der Sängerin Monique Andrée Serf, genannt Barbara, verkörperten für ihn die französische Lebensart.

#### Akte, Porträts, Personen
Oberberger arbeitete mit Stift, Feder, Kohle, Kreide oder Pinsel und Farbe; in Öl malte er nicht. Maler und Modell ist ein häufiges Thema bei ihm. Oft zeichnete er Olaf Gulbransson, dessen Frau Dagny und andere Freunde, etwa den Roider Jackl und Ludwig Thoma. Auch Politiker wie Ludwig Erhard, Herbert Wehner und Franz Josef Strauß, den er persönlich gut kannte, und Künstler wie Charlie Chaplin und François Villon wurden karikiert. Von Karl Valentin existiert eine Rötelzeichnung und von Liesl Karlstadt eine Wachskreidezeichnung als Firmling.

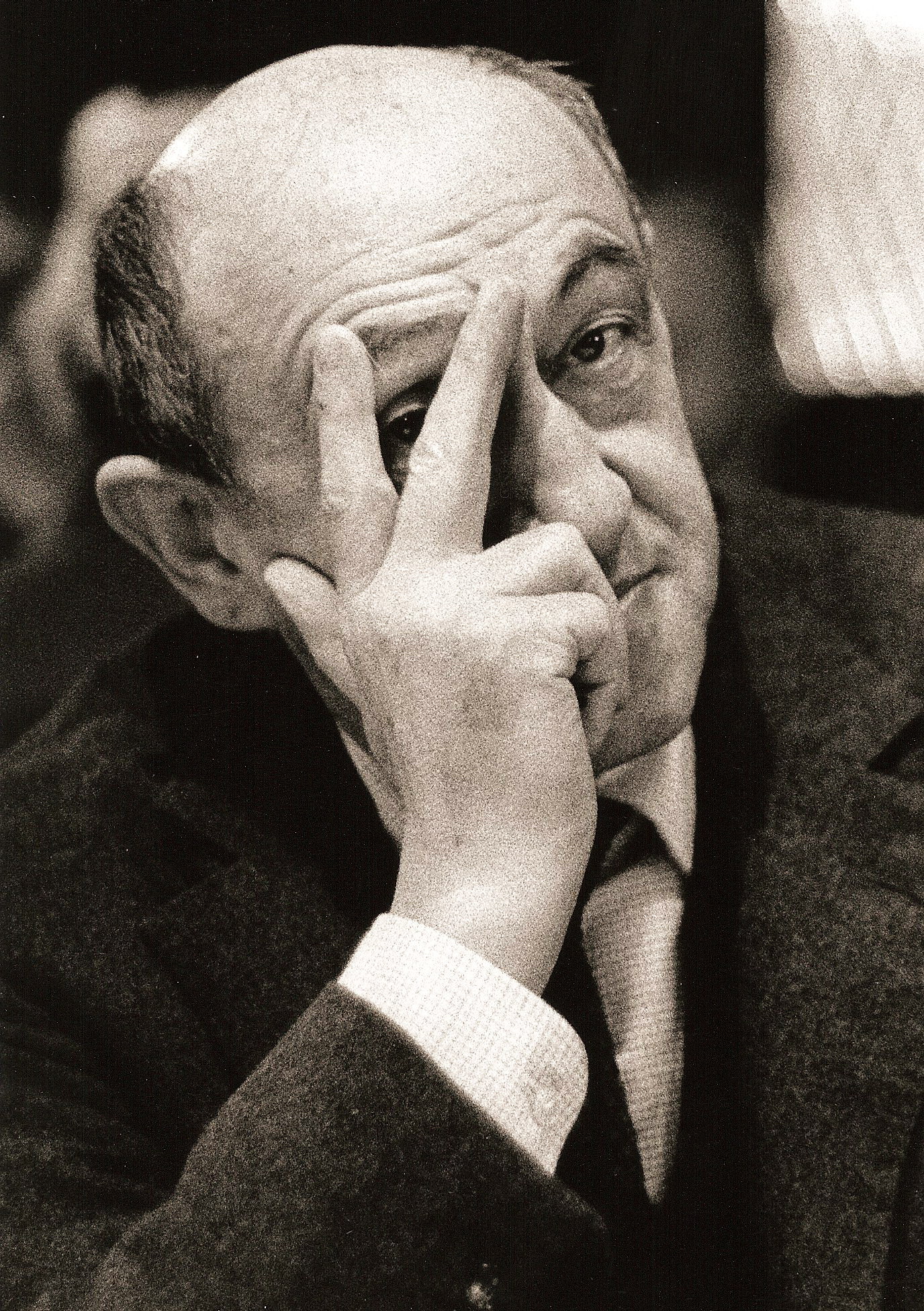
Ähnlich wie auf diesem Foto zeichnete sich Oberberger in vielen Variationen.

Es gibt zahlreiche Selbstbildnisse von Oberberger. 1937 malte er sich mit Pfeife, 1940 mit einer gestreiften bunten Jacke. Seine Frau Mathilde findet man alleine oder mit ihm zusammen auf einem Bild. Er stellte sich dar als Rokokomaler, als abstrakter Maler mit Staffelei, als Denkmal. Fasziniert von den Monumenten auf der Osterinsel, setzte er seine eigenen Köpfe dazu. Er zeichnete sich mit Zylinder, verschiedenen Kostümen und Uniformen, mit Flügeln und Heiligenschein.
Oberberger bildete Modelle in allen Variationen ab. Dabei war er nie vulgär; die Akte der Kollegen Heinrich Zille und Egon Schiele lehnte er ab. Leonardo da Vinci malte die Mona Lisa, Oberberger das Mona Liserl. Er skizzierte ein Paar bei der Umarmung oder beim Liebesakt, einen Pianisten, einen Musiker, das Münchner Kindl oder ein paar Raumpflegerinnen. Oft rahmte er seine Zeichnungen mit kräftigen waagrechten Pinselstrichen ein, besonders bei den fernöstlich inspirierten Darstellungen von Mönchen, Zen-Meistern und dem Yin Yang Symbol.

#### Bayerisches
Als einen Zen-Maler aus dem Land der Bayern bezeichnete ihn Gerd Holzheimer, als bayerischen Chinesen oder chinesischen Bayern. Ob beim Fingerhakeln, Zitherspielen, Schuhplattln, Fensterln oder beim Ausmisten des Kuhstalls, er stellte typische Bayern dar, oft in Tracht, in der Hand eine bayerische Fahne, ein landwirtschaftliches Werkzeug oder ein Bierglas.
Oberberger malt einmal – wohl ein Selbstportrait von hinten – einen solchen Weisen: Das Gelbgoldene seines Bieres im Glas hat die gleiche Farbe wie der Mond, den man durchspitzen sieht, zwischen den Baumspitzen im Biergarten; Mond und Bier widmet er seine Kontemplation, nichts anderes tut er – sein Glas ist noch halbvoll.
Von diesem bekannten Blatt gibt es viele Variationen in unterschiedlichen Techniken, wie von den meisten Arbeiten Oberbergers. Der Stammtisch heißt ein Bild, das auch den ersten Paulaner Künstler-Maßkrug ziert: In einer Wirtsstube hocken Bauern tief über ihr Bierglas gebeugt auf niedrigen Bänken um den hölzernen Tisch.

#### Schwabing

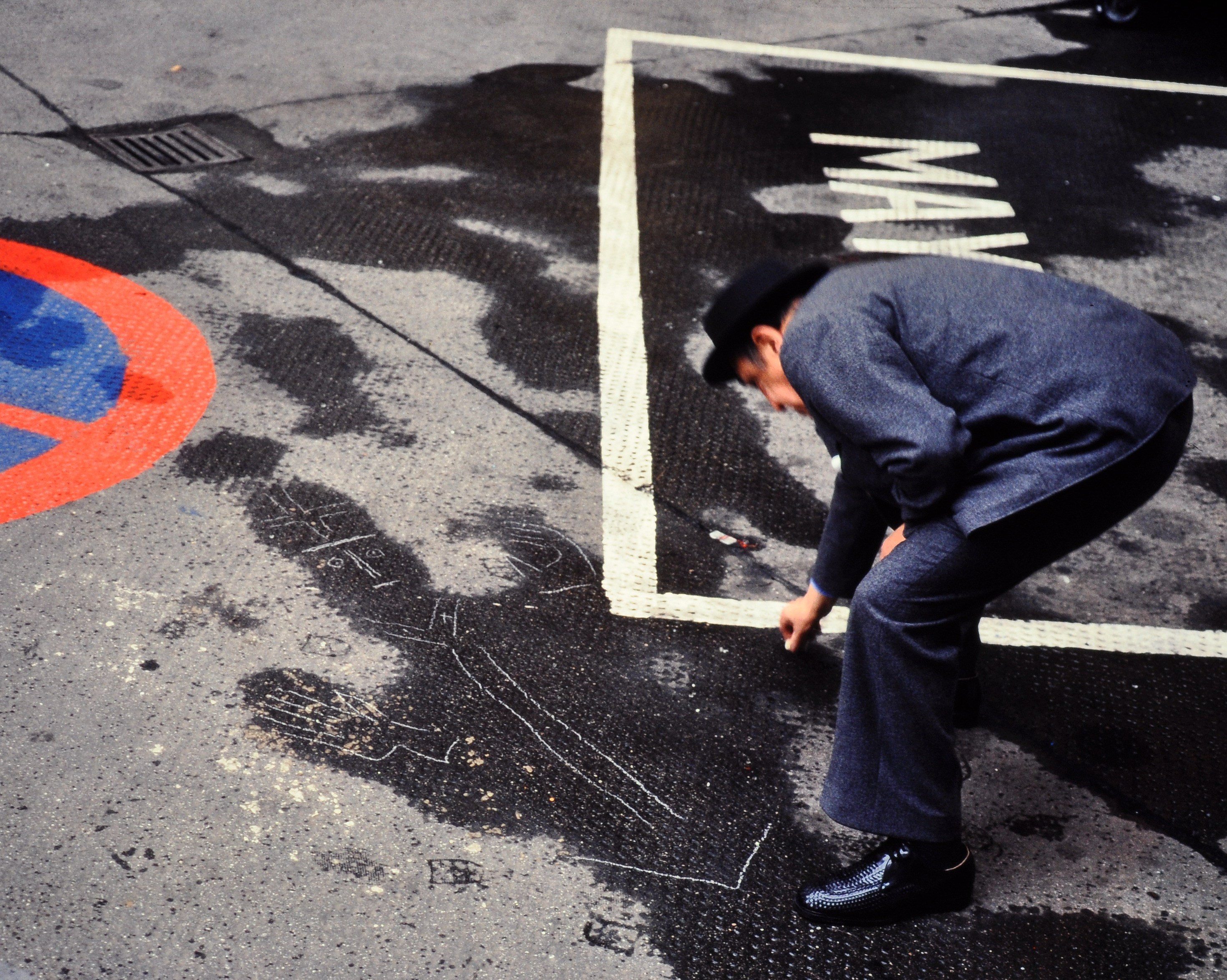
Oberberger gestaltet aus regennassen Flecken mit Kreide einen Bischof.

Die Wohnung des Künstlers befand sich mitten in München-Schwabing. Die Leopoldstraße mit der Pappelallee und dem Siegestor war seine Kulisse, die vorbeiflanierenden jungen und alten Menschen dienten als Motiv. Auch der Fasching war ihm wichtig. Für die Künstlerfeste Schwabylon entwarf er mit seiner Malklasse Plakate, die im Dritten Reich jedoch heftig kritisiert wurden. München war auch vorher eine Stadt der herausragenden Plakate, wie die von Franz von Stuck oder Ludwig Hohlwein; die von Schwabylon sind inzwischen Sammlerstücke und zum Teil schon klassisch geworden.
In späteren Jahren war ihm der Fernsehapparat mit Videofunktion eine große Hilfe. Vom Bildschirm skizzierte er in der gewünschten Pose erstarrte Tänzerinnen und andere Szenen, ohne dass er die Wohnung verlassen musste. Ein eigenes Fotokopiergerät erlaubte ihm, von seinen Bildern Kopien anzufertigen und diese zu überarbeiten.
Nicht alle seine Arbeiten hat er datiert und signiert. Oft setzte er nur seinen Stempel mit dem Obe-Signum darunter. Mit den letzten Zeichnungen in Kreuth warf er nach seinen eigenen Worten eine Flaschenpost in die Ewigkeit. Der oft darauf dargestellte zerbrochene Malstock erinnert an Hermann Hesses Gedicht Knarren eines geknickten Astes.
Josef Oberberger sagte über die Vielfalt der Kunst:

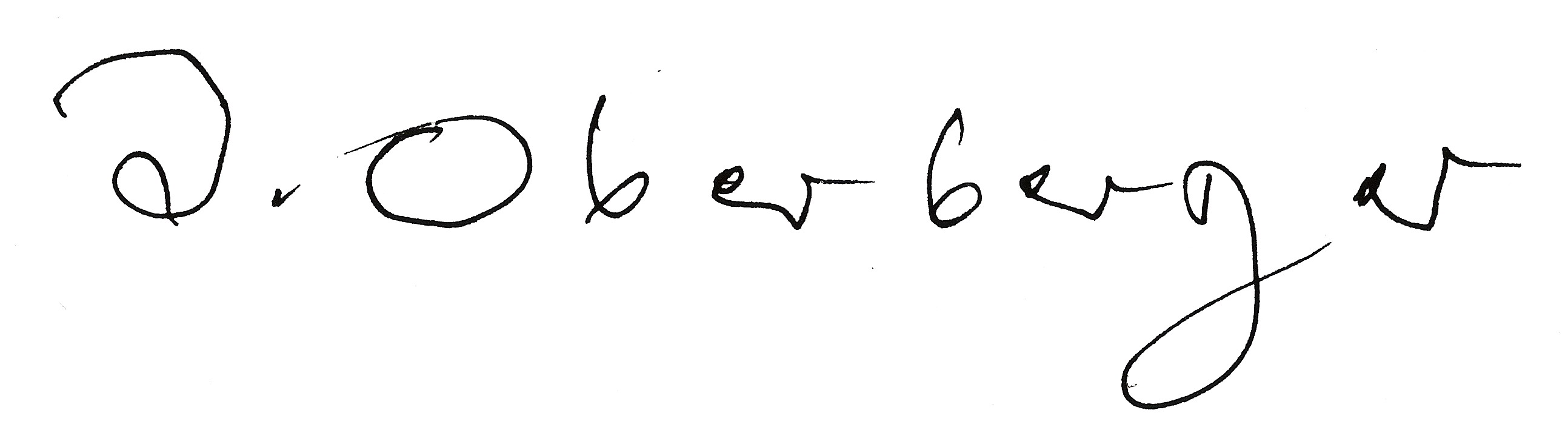
Unterschrift Oberbergers

L'ART POUR DIEU

L'ART POUR L'HOMME

L'ART POUR L'ART

L'ART POUR MOI

### Buchillustrationen
- 1954 Kleiner Schwarm für Schwabylon von René Prévôt[15]
- 1963 Jahrmarkt meines Lebens von Ernst Hoferichter[16]
- 1977 Zammglaabt, Anthologie Oberpfälzer Mundartdichtung von Adolf J. Eichenseer (Hrsg.)[17]
- 1977 Betrachtungen des Saccharias Zuckerlmeier zum Diabetes von Helmuth Rottenhöfer[18]
- 1978 Bairische Raritäten von Kurt Wilhelm[19]
- 1978 26 Turmschreiber von Kurt Wilhelm[20]
- Für mehrere Turmschreiber-Kalender hat Oberberger Illustrationen angefertigt.
- 1978 O Maria hilf, und zwar sofort, damit’s ein rechter Bayer wird von Kurt Wilhelm[21]
- 1980 Kreuther Ballade von Richard May[22]
- 1980 Sieben Balladen von Michael Kampik[22]
- 1980 Der Roider Jackl[23]
- 1983  ’s Fetthaferl, BAIRISCHE VERSERL von Werner Jansen, Eigenverlag und Herstellung Druckerei Bertsch, Straubing
- 1984 Alles nicht so wichtig von Walter Sedlmayr[24]
- 1985 Revue Obe[22]
- 1986 Die Erschaffung des Kusses von Michael Kampik[22]
- 1987 Jetzt muaß da Dokta her von Richard May[25]
- 1990 Josef Oberberger – Hymne an die Weiblichkeit[22]
- 1992 Oberpfälzer Mundart Lesebuch herausgegeben von Erika Eichenseer[26]
- 1993 Ja, ja – die Kunscht! von Kurt Wilhelm[27]
- 2003 Turmschreiber – Geschichten, Gedanken, Gedichte[28]

### Verschiedenes
- ab 1930 Festdekorationen und Plakate für Künstlerfeste Schwabylon
- um 1952 Gestaltung eines Sitzungssaales in der Bayerischen Vereinsbank München. Wandmalerei und Fries, Motiv: 4 Erdteile
- 1952 Malerei im Fernsehstudio Freimann
- 1954 nach Wettbewerb Auftrag für ein großes Mosaik für die Papstkirche San Eugenio in Rom (Dankspende des deutschen Volkes an Papst Pius XII durch Bundespräsident Theodor Heuss), Motiv: Thronende Muttergottes
- um 1954 Figürliches Relief in dem von Sep Ruf neu erbauten Gerichtsgebäude der Maxburg, München
- Innenraumgestaltung Foyer des Prinzregententheaters, München
- Dekorationen für Künstlerfeste Schwabylon, Innendekoration im Regina Palast, München, Plakate
- 1958 Großer Gobelin für den Kongresssaal in der Weltausstellung Brüssel, jetzt Nationalgalerie Berlin, Motiv: Sturz der Hybris
- 1959 Wandgemälde mit Christus am Kreuz, flankiert von Maria und Johannes, im Klinikum rechts der Isar, Kirche „Maria Heil der Kranken“
- 1960 Internationaler Wettbewerb, Preis, Wandgestaltung im Max-Planck-Institut, München
- 1961 Drei Bronzetüren für die Kaufmännische Berufsschule, München
- 1962 Kreuzweg-Gemälde in der Kirche im Klinikum rechts der Isar, München
- 1966 Briefmarke zum 81. deutschen Katholikentag
- 1967 Briefmarke zum deutschen Evangelischen Kirchentag
- 1975 Wandmalerei in der Seitenkapelle im Klinikum rechts der Isar, München, Motiv: Gnadenbild einer „Madonna der Kranken und Trauernden“
- 1975 Kreuzweg auf Plexiglas
- 1979 Druck einer Obe-Mappe mit Lithografien
- 1981 CHARIVARI, Zeitschrift für Kunst, Kultur und Leben in Bayern: „I bin a Profi“ – Eine Begegnung mit dem Münchner Maler Josef Oberberger.
- 1986 Rundes Mosaik für das Olaf Gulbransson Museum in Tegernsee
- 1993 Maßkrug mit Zinndeckel, 1. Paulaner Künstler-Krug, Motiv: „Der Stammtisch“
- 2001 Tegernseer Tal, Zeitschrift für Kultur, Landschaft, Geschichte, Volkstum: Zum Gedenken an Prof. Josef Oberberger, Flaschenpost für die Ewigkeit
- 2008 Ausstellung und Katalog „In Richtung Paradies“ – Über den Tod im Bilde, Museum Obermünster, Regensburg

## Ausstellungen

### Kunstausstellungen zu Lebzeiten
- 1944 Teilnahme an der sogenannten „3-Blatt-Ausstellung“ mit drei Zeichnungen aus den Kriegsjahren in der Städtischen Galerie, München
- 1958 Ausstellung im Ferdinandeum Innsbruck: Olaf Gulbransson und Josef Oberberger
- 1969 Ehrenmitglied beim Herbstsalon im Haus der Kunst, München
- 1969 Glasmalereien in der Galerie Handwerk, München
- 1974 Retrospektive Ausstellung von 154 ehemaligen Schülern an der Akademie der bildenden Künste München: Arbeitsausstellung Malschule Oberberger nach 35-jähriger Lehrtätigkeit
- 1974 Ausstellung Ein Schwabinger malt Schwabing in der Hypobank, München
- 1975 Teilnahme beim Kunstsalon, Haus der Kunst, München
- 1975 Ausstellung 1905–1975, eine Retrospektive zum 70. Geburtstag im Haus Heuport, Regensburg
- 1977 Ausstellung im Kunstzentrum der Engelhorn-Stiftung, München-Neuperlach
- 1977 Ausstellung im Rathaus in Krailling
- 1978 Ausstellung in der Galerie Rakel, Krumbach
- 1978 Ausstellung im Olaf Gulbransson Museum, Tegernsee
- 1979 Karikaturistisches von Josef Oberberger in der Galerie Mühleisen, Memmingen
- 1980 Ausstellung in der Dresner Bank (Zweigstelle Leopoldstraße), München
- 1980 Ausstellung in Kreuth zum 25-jährigen Jubiläum von Haus Bruneck
- 1981 Ausstellung Josef Oberberger zum 75. Geburtstag in der Städtischen Galerie Regensburg im 'Leeren Beutel' (zusammen mit Olaf Gulbransson)
- 1982 Ausstellung in der Galerie Antiquitäten Huber, Landsberg
- 1982 Josef Oberberger in der Faber-Castell-Künstler-Ausstellung, Stein bei Nürnberg
- 1984 Neue Arbeiten (Malerei und Grafik) in der Galerie Rakel, Krumbach
- 1985 Ausstellung mit Wilhelm Holderied im Kornhaus-Museum, Weiler (Allgäu)
- 1988 Arbeiten aus seinem Atelier in der Kunsthandlung Ehmer, München
- 1990 Arbeiten auf Papier in der Galerie Duensing, Gmund am Tegernsee
- 1992 Karikatur und Satire in der Hypokunsthalle, München

### Kunstausstellungen postum
- 1995 Zum Gedenken an den Künstler Josef Oberberger im Gulbransson Museum, Tegernsee
- 1996 Hommage an Obe im Künstlerhaus, München
- 1997 Ausstellung in St. Ulrich in Regensburg in Verbindung mit dem Diözesan-Museum, Regensburg
- 1997 Hommage an Obe in der Galerie Rakel, Krumbach
- 1997 Erinnerungen auf Papier in der Kleinen Galerie, Regensburg
- 1998 St. Martin-Arbeiten auf Papier von Josef Oberberger und Stickereien von Franziska Weber-Müller im Rathaus von Gundremmingen
- 1998 Arbeiten auf Papier in der Galerie Duensing, Gmund am Tegernsee
- 1999 Frauenbilder und über die Liebe – Arbeiten auf Papier im Pavillon im Alten Botanischen Garten, München
- 1999 Zeichnungen und Ambiente in der Galerie Rakel, Krumbach
- 2000 Mia san mia – Baierisches von Josef Oberberger der Kester-Haeusler-Stiftung im Kloster Fürstenfeld in Fürstenfeldbruck
- 2001 Aquarelle und Zeichnungen, 7. Kunst- und Kulturtage in Rottach-Egern. Arbeiten aus Privatbesitz (Familie Bernhard und Frau Elisabeth Leutheusser-von-Quistorp) bei „Antiquitäten am See“, Rottach-Egern am Tegernsee
- 2001 Malerei und Zeichnung in der Kleinen Galerie, Christine Berg, Kempen
- 2002 Ausstellung zusammen mit Ingeborg Bernhard im Interim, München-Laim
- 2002 Ludwig Erhard in der Karikatur, 19 Arbeiten von Josef Oberberger im Heimatmuseum, Gmund am Tegernsee
- 2002 Zeichnungen, Malerei, Kirchenfenster, Museumfreunde Mertingen e. V.
- 2002 Josef Oberberger, Wilhelm Holderied, Eckart Rotter in der Galerie Neuendorf, Memmingen
- 2003 Hommage an Josef Oberberger im Asam-Foyer, Freising
- 2003 Josef Oberberger im Olaf Gulbransson Museum, Tegernsee
- 2004 Josef Oberberger, Sammlung Sandtner, Galerie MZ, Augsburg
- 2004 Zeichner der Galerie in der Kleinen Galerie, Christine Berg in Kempen
- 2005 Zum 100. Geburtstag: Josef Oberberger, im Olaf Gulbransson Museum, Tegernsee
- 2005 Professor Josef Oberberger, 1905–1994 in der Galerie Duensing, Gmund am Tegernsee
- 2005 100 Jahre Josef Oberberger, 1905–2005 in der Kleinen Galerie, Regensburg
- 2005 Josef Oberberger 100. Geburtstag, Zeichnungen, Briefe, Fotos, 1944–1994, Landeshauptstadt München, Kulturreferat, in den Kunstarkaden, München
- 2007 Josef Oberberger – Nachträglich zum 101. Geburtstag, in der Galerie Peter Bäumler, Regensburg
- 2007 Passion und Auferstehung, der Glasmaler Josef Oberberger im Schloss Höchstädt
- 2008 Passion und Auferstehung, der Glasmaler Josef Oberberger im Foyer der Wertachklinik Bobingen
- 2008 Josef Oberberger, Sammlung Sandtner, Gempfinger Pfarrhof
- 2008 Josef Oberberger im Kunstkabinett Zehenthof, Weyarn-Gotzing
- 2008 Josef Oberberger, Zeichner und Glasmaler, in der Stadthalle Germering
- 2011 Josef Oberberger, Obe bei Olaf angekommen, im Olaf Gulbransson Museum, Tegernsee
- 2011 Josef Oberberger, 1905–1994, in der Galerie Wimmer, München
- 2011 Josef Oberberger, 1905–1994, im galerie-atelier ck-f, München
- 2011 Der Maler, Zeichner und Glasmaler Josef Oberberger, in der Kreissparkasse Starnberg
- 2015 Josef Oberberger: Der Glasmaler, im Olaf Gulbransson Museum, Tegernsee
- 2019 Himmlisch-Irdisch-Bayrisch, Gemälde, Zeichnungen und Glasbilder im Pfarrhof Gempfing
- 2020 Sehnsuchtsorte, im Olaf Gulbransson Museum, Tegernsee
- 2022 Malklasse Josef Oberberger, Arbeiten seiner Schüler im Pfarrhof Gempfing
- 2023 Josef Oberberger, Arbeiten Oberbergers aus einer Schenkung von Hans und Ingeborg Bernhard für den Förderverein Gempfing im Pfarrhof Gempfing
- 2024 Oberberger unterwegs, Grafiken im Deutschordensschloss Münnerstadt

### Dauerausstellungen
- Olaf-Gulbransson-Museum Tegernsee
- Staatliche Graphische Sammlung München
- Pfarrhof in Gempfing

## Filme über Oberberger

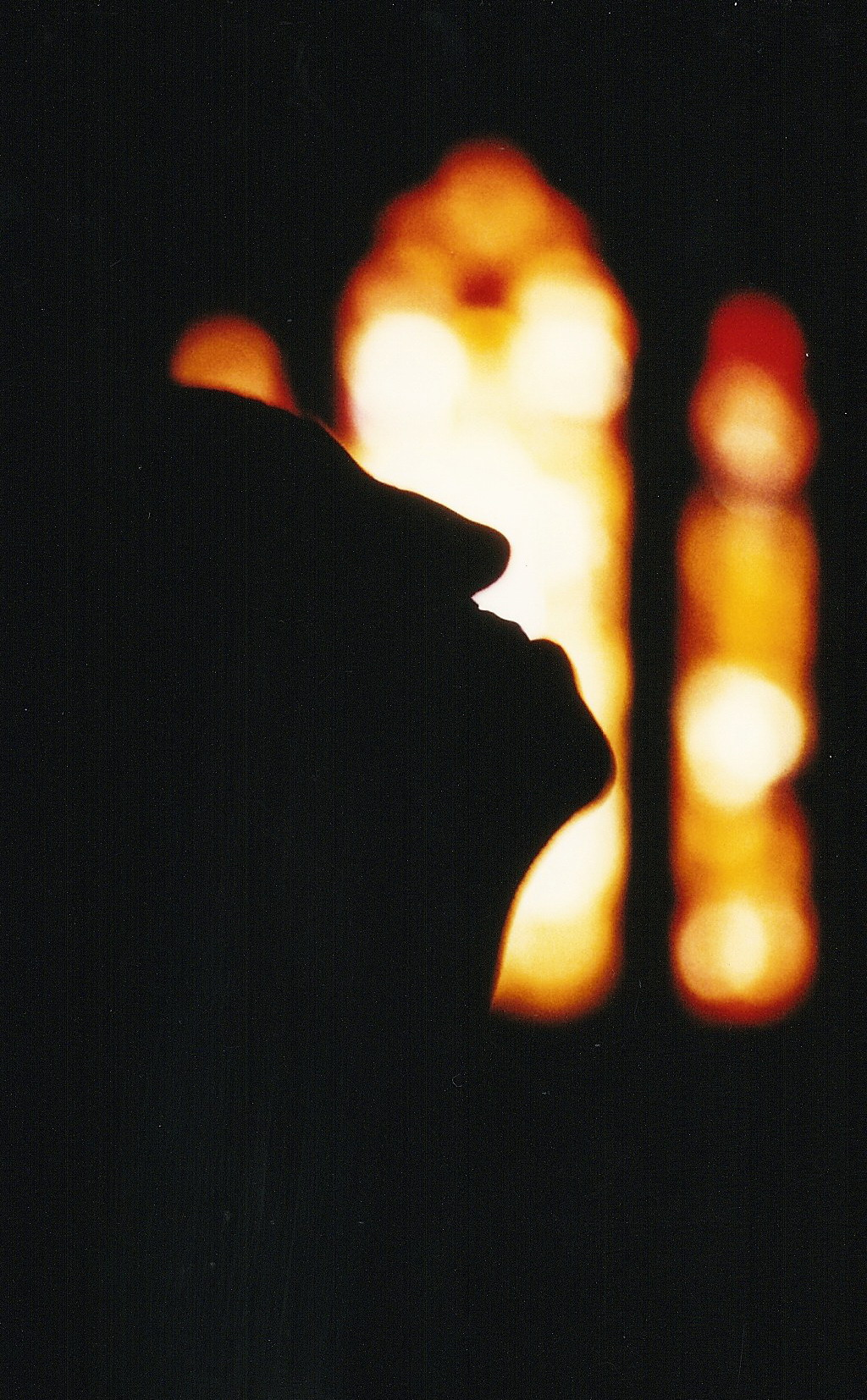
Josef Oberberger bei einem Arbeitsgespräch im Regensburger Dom

Anlässlich der retrospektiven Ausstellung von ehemaligen Schülern im Jahr 1974 drehte Percy Adlon im selben Jahr den Film Obe geht über den Meister und seine Klasse an der Akademie. Einige seiner Schüler, wie Rakel, Schlamminger oder Bromberger, kommen hier zu Wort.
1985 wurde vom Bayerischen Rundfunk eine Dokumentation über die Entstehung des Pfingstfensters im Regensburger Dom in Auftrag gegeben: Erfüllet vom Heiligen Geiste. Im Gespräch mit seinen Mitarbeitern in der Glasmalerwerkstatt entwickelt Oberberger Variationen des Gottvater-Kopfes durch ständiges Verbessern der Bemalung. Die Technik des Freischneidens wird hier demonstriert. Walter Koch (Unda-Film) drehte die Szenen, der Text stammt vom Leiter des Landbauamtes Regensburg, Hans Habermann; Hans Bernhard war fotografischer Mitarbeiter.
Atelier und Kathedrale heißt ein ebenfalls von Walter Koch im Jahr 1995 gedrehter Film im Auftrag der Oberberger-Stiftung; der Text ist von Michael Kampik. Hier gewinnt man Einblicke in Oberbergers Wohnungen in München und Kreuth. Der Hauptteil des Films zeigt von Obe gestaltete Kirchenfenster in Luxemburg, Naumburg, Augsburg, Regensburg, Burg Lengenfeld, Bobingen, Tirschenreuth, Gersthofen und Schnuttenbach. Weitere Inhalte sind Glasfenster im Hauptstaatsarchiv München, kleinere Glasmalereischeiben und Zeichnungen aus seinem Schaffen.